# Protestos no Chade em 2022
Os Protestos no Chade em Outubro de 2022 eclodiram protestos em todo o Chade depois de o Presidente Mahamat Déby ter declarado a sua intenção de prolongar o seu governo por mais dois anos, em vez de renunciar como pretendia quando assumiu o poder. Os protestos foram os mais violentos da história do país, com centenas de manifestantes mortos e milhares de detidos, feridos ou presos.

## Antecedentes
O antigo presidente chadiano Idriss Déby foi morto em 2021, após governar desde 1990. Seu filho, Mahamat Déby, foi empossado como líder e prometeu governar por dezoito meses antes de fazer a transição para uma administração liderada por civis. Em Maio de 2022, eclodiram protestos na capital do Chade, N'Djamena, contra a presença de tropas francesas no país. Estes protestos foram apoiados pelo grupo da sociedade civil Wakit Tamma, que acusou o regime de Deby de ser apoiado pela França. Os manifestantes consideraram a França como um sustentáculo ao regime Deby e a expulsão das tropas francesas levaria subsequentemente à queda do regime. Os protestos de Maio fracassaram, com seis líderes da oposição a serem presos e seus processos judiciais sendo repudiados por advogados de defesa, sindicatos e ativistas. O diálogo entre Mahamat Deby e a Frente pela Alternância e Concórdia no Chade (FACT), uma coligação de grupos rebeldes antigovernamentais, inicialmente teve sucesso no início de 2022, mas fracassou no verão, em parte devido à repressão dos protestos. Um “diálogo nacional” também foi proposto por Mahamat Deby em Agosto, mas a Human Rights Watch afirmou que grande parte do diálogo foi supervisionado por forças de segurança conhecidas por abusos de poder.

## Protestos
Os protestos começaram às 3h da madrugada do dia 20 de outubro, depois que os organizadores apitaram em N'Djamena, já que a data para a transição de Deby para o regime civil (19 de outubro) havia passado. Inicialmente, os manifestantes e a polícia entraram em confronto enquanto os policiais atiravam gás lacrimogêneo, mas à medida que as multidões cresciam, também aumentava a violência. Os manifestantes atearam fogo a sede do partido União Nacional para a Democracia e Renovação (UNDR) do recém-nomeado primeiro-ministro Saleh Kebzabo, incendiando-a parcialmente, e grande parte de N'Djamena foi barricada para confinar os protestos. As forças de segurança nos bairros de Chagoua e Moursal, em N'Djamena, dispararam contra jovens manifestantes a favor da oposição. Os manifestantes também criaram as suas próprias barricadas, queimando pneus e cobrindo a cidade com fumaça preta. Partes da capital leais a grupos de oposição tiveram escolas, universidades e mercados fechados devido à violência, e as ruas ficaram cheias de lixo. Vários chadianos proeminentes foram mortos nos primeiros dias do protesto, incluindo Oredje Narcisse, jornalista do site de notícias chadiano Tchadinfos, e Ray's Kim, um músico popular local. Num ataque à embaixada dos Estados Unidos em N'Djamena, quatro pessoas foram mortas por manifestantes. Em resposta aos protestos, o governo proibiu o partido oposicionista Wakit Tamma, juntamente com outros sete partidos da oposição. Muitos manifestantes foram torturados dentro da Escola Secundária Abena, na capital.
Succès Masra, líder do principal partido da oposição, Les Transformateurs, acusou as forças de segurança de violência e afirmou que oito pessoas foram mortas nos protestos de 20 de Outubro. O porta-voz do governo chadiano, Aziz Mahamet Saleh, afirmou que trinta pessoas foram mortas em todo o país nos protestos, mas os organizadores alegaram que o número real estava próximo de quarenta, com muito mais feridos. Em Moundou, a segunda maior cidade do Chade, o necrotério local afirmou ter recebido trinta e dois corpos, e um funcionário anônimo afirmou que sessenta pessoas ficaram feridas. Saleh também afirmou que dos mortos durante os protestos, dez eram forças policiais. Um jornalista da Agence France-Presse (AFP) viu cinco corpos no principal hospital de N'Djamena, o que foi confirmado pelo médico-chefe.
Kebzabo e o governo do Chade avaliaram que o número total de mortos até ao final de 20 de Outubro era de cinquenta pessoas mortas e 300 feridas. O partido Les Transformateurs  e Masra, no entanto, alegaram que o número de mortos foi de 70 mortos e 1.000 feridos ou torturados. Em 24 de outubro, as organizações de direitos humanos do Chade, Ligue Tchadienne des Droits de l'Homme, divulgaram um comunicado identificando 80 manifestantes mortos. Kebzabo também afirmou que o governo chadiano criará uma Comissão Judicial para investigar.
Os protestos ocorreram principalmente em N'Djamena, embora tenham ocorrido protestos em Moundou, Doba, Bébédjia e Koumra.

## Consequências
No dia seguinte, Saleh Kebzabo declarou toque de recolher em N'Djamena, Moundou, Doba e Koumra, das 6h às 18h, para reprimir os protestos. Naquele dia, escolas, trânsito e lojas foram abertos novamente, embora os militares patrulhassem muitas ruas. Mahamat Deby visitou hospitais com manifestantes feridos em 22 de outubro. Entretanto, organizações de direitos humanos alegaram que 621 manifestantes detidos foram levados para prisões de segurança máxima como Koro Toro. A sede de Succes Masra foi saqueada após os protestos e ele próprio fugiu para os Camarões. Em 28 de novembro, o governo do Chade iniciou julgamentos para 400 participantes nos protestos. 262 das 401 pessoas julgadas foram condenadas entre dois e três anos, 80 receberam penas de prisão de um ano ou menos e 139 foram libertadas.
Vários corpos foram encontrados nos rios Chari e Logone após os protestos. Sobreviventes da prisão de Koro Toro, em declarações à Human Rights Watch, afirmaram que vários manifestantes morreram no caminho, mas é impossível contar quantos morreram. Em novembro de 2023, o parlamento do Chade aprova uma lei de anistia, pondo fim aos processos e condenações relacionadas com mortes relacionadas com os protestos antigovernamentais de 2022.

## Nota
- Este artigo foi inicialmente traduzido, total ou parcialmente, do artigo da Wikipédia em inglês cujo título é «2022 Chadian protests».